# Otto Wilhelm Mönckeberg

O. W. Mönckeberg

Otto Wilhelm Mönckeberg (* 2. August 1843 in Hamburg; † 14. Juni 1893 ebenda) war ein Richter, Präsident der Hamburgischen Bürgerschaft und Hamburger Senator.

## Leben
Mönckeberg wuchs in Hamburg auf, studierte anschließend Rechtswissenschaften und promovierte 1866 in Leipzig. Während seines Studiums wurde er im Jahr 1863 Mitglied der Burschenschaft Frankonia Heidelberg. Er wurde am 16. April 1866 in Hamburg als Advokat immatrikuliert und war ab 1867 mit seinem Studienkollegen Heinrich Gieschen assoziiert. Seit September 1871 war er stellvertretender Staatsanwalt. Im Jahr 1873 wurde er als Staatsanwalt in den Hamburgischen Staatsdienst übernommen. Vier Jahre später wechselte er zum Niedergericht und wurde Richter. Im Jahr 1881 wurde er zum Landgerichtsdirektor ernannt.

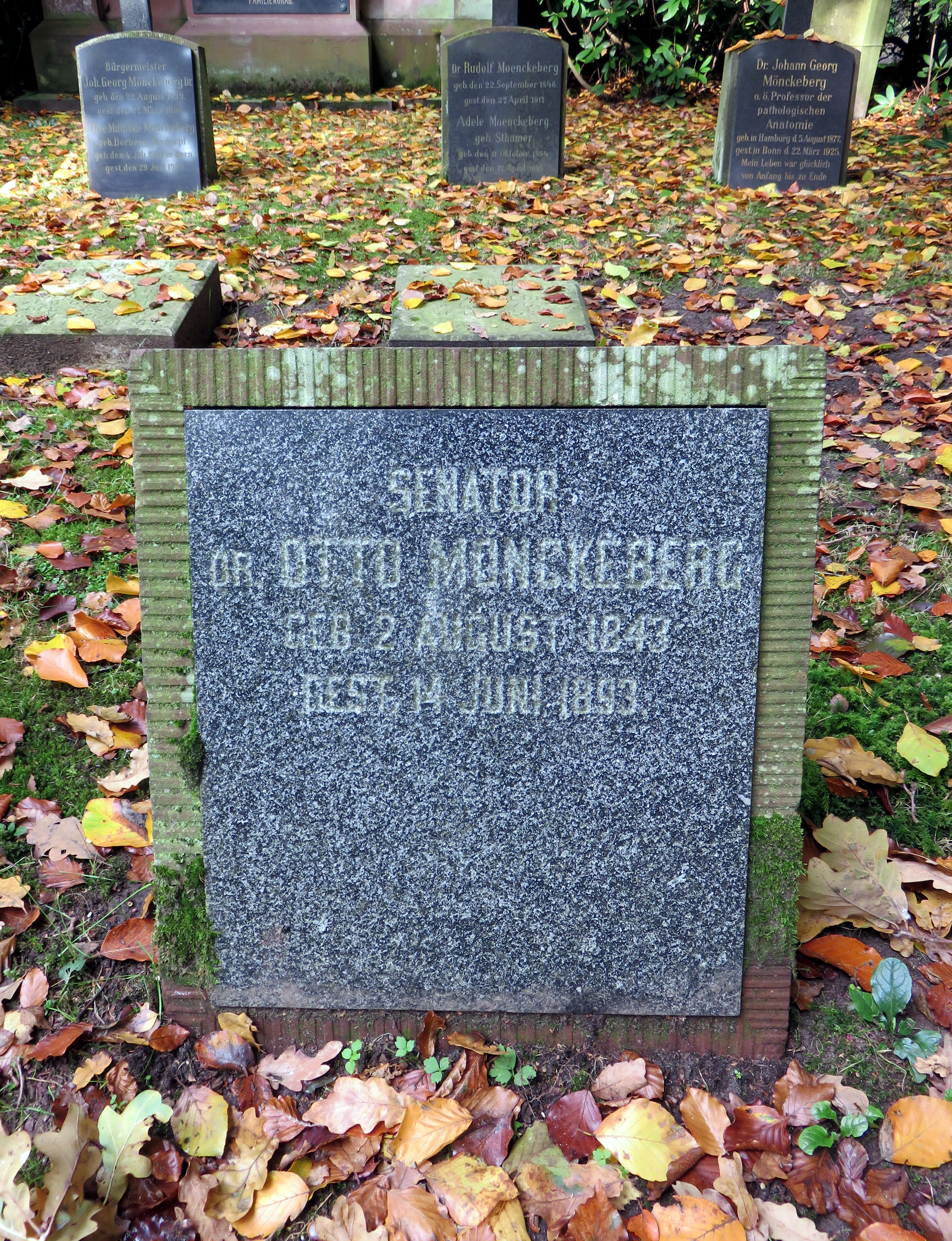
Grabstein Otto Wilhelm Mönckeberg, Familiengrabstätte Mönckeberg, Friedhof Ohlsdorf

Er wurde im Jahr 1880 in die Hamburgische Bürgerschaft gewählt, als deren Präsident er von 1885 bis zu seiner Wahl am 28. November 1892 in den Senat amtierte. Er gehörte dem Senat ein knappes halbes Jahr bis zu seinem Tod im Juni 1893 an.

## Familie
Mönckeberg war ein Enkel des Hamburger Juristen und Senators Johann Georg Mönckeberg (Politiker, 1766) (1766–1842), sein Vetter war der bedeutende Jurist und Hamburger Bürgermeister Johann Georg Mönckeberg (1839–1908), der zeitgleich dem Senat angehörte. Er heiratete im Jahr 1873 Antoinie von Melle, die Tochter des Senators Emil von Melle und Schwester des späteren Senators Werner von Melle, die Ehe blieb kinderlos. Seine Schwiegermutter war Maria von Melle geb. Geffcken, eine Schwester von Friedrich Heinrich Geffcken und Tochter des Hamburger Senators Heinrich Geffcken.